# Was tun, wenn's brennt?
Was tun, wenn's brennt? (br: O Que Fazer em Caso de Incêndio?) é um filme alemão dirigido por Gregor Schnitzler. Premiado em novembro de 2001 no festival de filmes alemão Kinofest em Lünen e saiu nos cinemas em 2002. Parte comédia, parte ação e parte drama, o filme se passa na Berlim contemporânea.

## Sinopse
Na cidade de Berlim, o filme se inicia em 1987 mostrando um grupo de radicais lutando com a polícia mas logo se muda para os dias de hoje para apresentar os mesmos personagens radicais reunindo-se mais uma vez por um ato que realizaram em seu auge de rebeldia.
Em 1987, os personagens são anarquistas okupa invadindo uma construção abandonada no distrito de Kreuzberg e fazendo filmes de propaganda. Num desses filmes, eles ensinam como fazer uma bomba caseira com uma panela de pressão e produtos químicos facilmente encontrados, e plantam a bomba em uma vila vazia em Grunewald. No entanto, o temporizador falha e a bomba não explode até 12 anos mais tarde, quando ele é empurrado por um corretor de imóveis comprador. Eles são feridos na explosão, e os policiais são pressionados para caçar os "terroristas" responsáveis.
Dois dos originais anarquistas, Tim (Schweiger) e Hotte (Martin Feifel), ainda vivem no edifício original e envolvem-se em protestos anti-polícia graffiti, anti-gentrificação e furtos. O atual proprietário do prédio, um novo-rico turco, chamado Bülent, não pode despejá-los, porque Hotte está desabilitado, tendo perdido as pernas. (Mais tarde é revelado que eles foram esmagadas por um canhão de água durante um motim.) Enquanto Tim está fora, a polícia invade o prédio em uma varredura de pistas sobre o bombardeio e confisca seus antigos filmes, incluindo os que provam a participação deles na confecção da bomba. Eles levam os filmes para a sede da polícia, um quartel ex-Prussiano. Um por um, Tim e Hotte visita os ex-membros de seu grupo para avisá-los da situação. Eles ficam angustiados com a notícia: Nele (Nadja Uhl) é uma mãe solteira de dois filhos; "Terror" (Matthias Matschke) é um advogado; Maik (Sebastian Blomberg) comanda uma agência de publicidade que explora extremismo; e Flo (Doris Schretzmayer), ex-amante de Tim, transformou-se claramente em uma burguesa, apesar de que suas circunstâncias nunca são totalmente explicadas, e está prestes a se casar. Eles resistem, quando Tim e Hotte propõe invadir o quartel da polícia e destruir as evidências, então elaboram um plano de se infiltrar na sede fingindo ser um canal de telejornalismo.
Um racha dentro do departamento de polícia faz o seu plano possível: Manowsky (Klaus Löwitsch), um antigo policial de Berlim, quer usar táticas agressivas e evitar a cobertura da imprensa, enquanto Henkel (Devid Striesow), um tecnocrata de Bonn, prefere ser mais moderno, usando métodos menos invasivos para conseguir boas relações públicas para o departamento. Henkel oferece a "equipe de TV" uma tour pela sede da polícia, incluindo a sala de provas , onde os filmes são escondidos. Manowsky interrompe o passeio, e os ex-radicais mal conseguem escapar.
Para destruir os filmes, os radicais decidem colocar uma segunda bomba caseira na sala de provas, como um cavalo de Tróia: todas as provas são armazenados em ordem alfabética de acordo com a rua onde ele foi encontrado, por isso, eles precisam apenas de plantar a bomba em um aspecto suspeito caixote em seu antigo prédio, e atrair a polícia para pegá-la. O que os outros radicais não sabem é que a Hotte pretende entrar na sala de provas dentro da caixa junto com a bomba, para se certificar de que serão colocadas correctamente. Hotte, sem sua cadeira de rodas (ele usa um palete), e fica preso na sala de provas quando a porta de saída de emergência está trancada. Freneticamente, ele usa o telefone da sala para chamar seus companheiros, mas todos eles estão longe de seus telefones. Em desespero, ele chama Bülent, que no momento está tentando fazer Tim abandonar seu apartamento e aceitar um pagamento pelos seus poucos bens que restam na casa. Tim corre para Hotte para ajudá-lo. Os outros, recebem as mensagens de Hotte e finalmente chagam para resgatá-lo, mas enquanto isso, Manowsky intercepta Hotte e Tim na sala de provas. Depois de uma provocação sobre sua incapacidade de deixar os ideais do passado, Manowsky se prepara para prender os dois, mas Tim aproveita a distração de Manowsky para algemá-lo. Ele ameaça deixar a bomba ao lado de Manowsky, mas os outros convencem-no a não cometer assassinato. Tim joga a chave da algema para Manowsky e os radicais fogem ao som do alarme.
Perseguidos pela polícia, através da sede, o ex-radicais acham um canhão de água e usam-no para fugir de volta. Como Manowsky e Henkel observar a fuga, Henkel, com confiança, prevê que Manowsky reconheceria o rosto dos radicais. No entanto, Manowsky – tem compaixão, além de sua desavença com Henkel e  reflete sobre seus próprios ideais. – A bomba na sala de provas explode e destrói a prova.
O grupo de amigos entram num trem e Tim, pega o filme e o queima com um isqueiro, mas antes pergunta em voz alta: "o que fazer em caso de incêndio?", e os amigos respondem, "Deixe queimar!"

## Elenco
- Til Schweiger - Tim
- Sebastian Blomberg - Maik
- Martin Feifel - Hotte
- Nadja Uhl - Nele
- Doris Schretzmayer - Flo
- Matthias Matschke - Terror
- Klaus Löwitsch - Manowski
- Devid Striesow - Henkel
- Barbara Philipp - Pritt